# Alberto Ohaco
Alberto Juan Ohaco (12. januar 1884 – 8. marts 1950) var en argentinsk fodboldspiller (angriber).
Han spillede for Racing Club, hvor han var med til at vinde hele otte argentinske mesterskaber.
Han var desuden en del af det argentinske landshold, der blev nr. 2 ved de sydamerikanske mesterskaber i både 1916 og 1917.

## Titler
Primera División de Argentina
- 1913, 1914, 1915 1916, 1917, 1918, 1919 og 1921 med Racing Club